# مانوئل فریول
مانوئل فریول (انگلیسی: Manuel Ferriol؛ زادهٔ ۱۳ اوت ۱۹۹۸) بازیکن فوتبال اهل اسپانیا است.